# Saison 1 de Heartstopper
Chronologie
Saison 2
Cet article présente le guide des épisodes de la première saison de la série télévisée anglaise Heartstopper adapté du roman graphique Heartstopper d'Alice Oseman.

## Synopsis
Deux jeunes, Charlie Spring et Nick Nelson, sont élèves de Truham grammar school. Charlie, introverti et intellectuel rêveur, est ouvertement homosexuel. Nick, lui, est le charmant rugbyman populaire de l'école que tout le monde suppose être hétéro mais qui s'interroge sur son orientation sexuelle au moment où il devient très proche de Charlie. Les proches de Charlie sont Elle Argent et Tao Xu, et le couple formé par Tara Jones et Darcy Olsson.

## Généralités
- Les premières images ont été révélées le 1er mars 2022, ainsi que la bande-annonce le 16 mars[1].
- Les huit épisodes sont mis en ligne le 22 avril 2022 sur Netflix.
- Le 20 mai 2022, deux saisons supplémentaire sont annoncées par Netflix[2].

## Distribution

### Acteurs principaux
- Kit Connor (VF : Gabriel Bismuth-Bienaimé) : Nicholas « Nick » Nelson
- Joe Locke (VF : Tom Trouffier) : Charlie Spring
- William Gao (VF : Thomas Sagols) : Tao Xu
- Yasmin Finney (VF : Jessica Monceau) : Elle Argent
- Corinna Brown (VF : Melissa Berad) : Tara Jones (5 épisodes)
- Kizzy Edgell (VF : Laure Filiu) : Darcy Olsson (5 épisodes)
- Tobie Donovan (VF : Benoît Cauden) : Isaac Henderson (6 épisodes)
- Jenny Walser : Victoria « Tori » Spring (5 épisodes)
- Sebastian Croft (VF : Andrea Santamaria) : Benjamin « Ben » Hope (6 épisodes)
- Cormac Hyde-Corrin (VF : Oscar Douieb) : Harry Greene (7 épisodes)
- Rhea Norwood (VF : Marie Facundo) : Imogen Heaney (6 épisodes)
- Fisayo Akinade (VF : Baptiste Marc) : M. Ajayi (4 épisodes)
- Olivia Colman (VF : Anne Dolan) : Sarah Nelson (6 épisodes)

### Acteurs secondaires
- Chetna Pandya (en) : le coach Singh (3 épisodes)
- Stephen Fry (VF : Mathieu Buscatto) : la voix du directeur Barnes (2 épisodes)
- Araloyin Oshunremi (VF : Florent Pochet) : Otis Smith (6 épisodes)
- Evan Ovenell (VF : Baptiste Mège) : Christian McBride (6 épisodes)
- Ashwin Viswanath : Sai Verma (4 épisodes)
- Georgina Rich (en) : Jane Spring, la mère de Charlie et Tori (2 épisodes)
- Joseph Balderrama : Julio Spring, le père de Charlie et Tori (2 épisodes)
- Momo Yeung : Yan Xu, la mère de Tao (2 épisodes)
- Alan Turkington : M. Lange (2 épisodes)